# 음봄벨라 스타디움
음봄벨라 스타디움(Mbombela Stadium)은 남아프리카 공화국 넬스프루트에 있는 관중 43,500명을 수용할 수 있는 축구 구장이다. 경기장은 기린의 형태를 하고 있고, 크루거 국립공원의 근처에 경기장이 있다. 월드컵 대회에서는 이탈리아 대 뉴질랜드 등의 1차 리그 4경기만 열렸다.

## 기록

### 2010년 FIFA 월드컵
| 날짜       | 시간 (UTC+2) | 팀 #1                  | 결과 | 팀 #2        | 대회 | 관중   |
| ---------- | ------------ | ---------------------- | ---- | ------------ | ---- | ------ |
| 2010-06-16 | 13:30        | 온두라스               | 0-1  | 칠레         | H조  | 32,664 |
| 2010-06-20 | 16:00        | 이탈리아               | 1-1  | 뉴질랜드     | F조  | 38,229 |
| 2010-06-23 | 20:30        | 오스트레일리아         | 2-1  | 세르비아     | D조  | 37,836 |
| 2010-06-25 | 16:00        | 조선민주주의인민공화국 | 0-3  | 코트디부아르 | G조  | 34,763 |

### 2026년 FIFA 월드컵 아프리카 지역 예선
| 날짜             | 팀 1       | 스코어 | 팀 2       | 라운드 |
| ---------------- | ---------- | ------ | ---------- | ------ |
| 2023년 11월 17일 | 에스와티니 | 0 - 1  | 리비아     | D조    |
| 2023년 11월 21일 | 에스와티니 | 0 - 2  | 카보베르데 | D조    |

## 같이 보기
- 국제 축구 연맹
- FIFA 랭킹
- FIFA 여자 월드컵